# 前线 (意大利)
前线是意大利历史上的一个左翼恐怖组织，从1970年代末到1980年代初一直活跃在该国。

## 背景
在1969-1970年意大利北部的一系列大规模工业行动之后，公民抗命和大规模示威的行为往往变成了左派激进分子和意大利国家执法当局之间的暴力对抗。意大利城市中心开始了一个前所未有的社会冲突时期，右翼和左翼组织几乎每天都在实施暴力行为。许多处于两极的激进分子都转向了城市游击战，官方将此举定义为恐怖主义。

## 历史与起源
1974年，左翼青年中形成了一场自治主义思想运动，同年，“争取工人权力共产主义委员会”（意大利语：Comitati comunisti per il potere operaio）组织开始建立“军事网络”。在1974年春季和秋季期间，议会外左翼组织持续斗争对其未来的路线进行了激烈的内部讨论。一些激进分子，主要是该组织安全部门的成员，特别是那些驻扎在米兰、都灵、那不勒斯和布里安扎的人，批评了持续斗争表面上遵循的“过于知识分子的路线”。他们提出了一个“更具干预性、叛乱性的倡议”。这个建议基本上等同于持续斗争加入“武装斗争”，因此被领导层拒绝，这一发展导致了队伍的分裂。:18大约在同一时期，一些前一年自我解散了的工人力量的前成员与两批离开了持续斗争的激进分子聚集在一起。到1975年，一些离开持续斗争的人已经与除工人权力外的其他议会外左派组织的激进分子建立了联系和合作。他们还开始与出版政治言论的杂志《Senza Tregua》的人接触，该杂志宣传“激进反法西斯主义”。1976年秋天，经历了多次会议，三个有组织的“军事和起义战斗”团体出现了：革命共产主义委员会、共产主义战斗部队，还有前线。:18

## 意识形态与结构
根据意大利国内情报安全局的分析，前线没有采取“以国家为中心”的做法，而是基于其他激进团体，特别是红色旅的“阶级对抗国家”的世界观，支持一种被塑造为“战斗组织与群众武装自发性之间的历史结合”的“阶级战争的社会概念”。因此，与其说前线是”工人阶级政党的先锋“不如说前线渴望”代表“群众的”先锋部分“，与他们进行”直接接触“。
因此，该组织的名称本身就代表了一支”半军事化的力量“，致力于与意识形态对手作斗争并”捍卫共产主义同志“。前线将自己定义为”多元和扁平化的组织“，目标是减少宗派主义，而不是红色旅的”军事垂直主义“，在事实上与列宁主义者的”精英主义逻辑“相去甚远。前线的创始人之一，Enrico “Chicco” Galmozzi在2019年的一本书中写道，他们”重视“组织内工人的重要性，以及在工厂”扎根“的重要性。
前线的领导人是Roberto Sandalo、Marco Donat-Cattin、Sergio D'Elia、Michele Viscardi、Enrico Galmozzi、Fabrizio Giai、Sergio Segio、苏珊娜·隆科尼、Diego Forastieri、Roberto Rosso、Maurice Bignami、Bruno La Ronga、Giulia Borelli和Silviera Russo。该组织根据不同的行动，有时会使用其他名称，如共产主义战士委员会（Comitati Comunisti Combattenti）、共产主义战士旅（Brigate Comuniste Combattenti）和无产阶级巡逻队（Ronde Proletarie），后者的名称表示在暗杀律师兼意大利社会运动党（MSI）支持者Enrico Pedenovi后暂时解散的无产阶级武装巡逻队（ Ronde armate proletarie）组织。

## 主要行动
该组织第一次采取军事行动是在1976年，这一年也出现了其他武装组织，如新游击队（Nuovi partigiani）、共产主义武装力量、共产主义力量（Potere comunista）等。1976年11月29日，都灵的五名前线成员袭击了菲亚特集团的总部。三名男子和两名女子，全部携带手枪和突击步枪，冲进菲亚特办公室，用铁链锁住在场的员工，”征收“了他们在现场发现的公司的所有资金，然后离开，在墙上用喷漆写下了”Prima Linea“这个名字。他们留下的传单部分内容如下：
我们不是其他武装组织，比如红色旅或NAP[无产阶级武装核心]的产物，而是一个游击队联盟，这些游击队直到今天还在以不同的缩写名字开展活动，我们的目标是建立和组织无产阶级的武装力量。
在这次袭击之前，前线集团已经实施了它的第一次暗杀。1976年4月29日，Bruno La Ronga、Giovanni Stefan、Pietro Del Giudice和Enrico Galmozzi，当时都是持续斗争的激进分子，后来人们发现他们也转入了前线的武装斗争中，他们在一个加油站伏击并杀害了MSI的律师兼成员Enrico Pedenovi。这次袭击发生在新法西斯主义学生Sergio Ramelli被工人先锋（Avanguardia Operaia）的成员暗杀一周年之际。暗杀Pedenovi可能是为了报复两天前新法西斯分子对共产主义活动家Gaetano Amoroso的致命刺击。第二年，1977年3月12日，一支前线小队在都灵暗杀了29岁的Giuseppe Ciotta。
1977年春天，Enrico Galmozzi和Magneti Marelli和Falck集团工厂的六名工人在韦尔巴尼亚上游的格兰德谷国家公园被捕，当时他们正在训练使用武器。Sergio Segio认为，这一事件表明，”把工人武装起来不是一些抽象的政治宣传，而是一个具体存在的现实“。4月，一些前线的成员在佛罗伦萨附近的San Michele a Torri开会，讨论组织的章程和内部结构。
同年7月，一支米兰的单位在瓦雷泽省的特拉达泰抢劫了一家军械商店，抢走了40支手枪和一些步枪。当他们进入一辆汽车时，店主Luigi Speroni在挣脱束缚后，从商店中走出来用猎枪向汽车射击。小队的一名成员，Romano “Valerio” Tognini被当场击毙，而另一人则受重伤。小队在树林中抛弃了Tognini没有生命迹象的尸体。在打给安莎通讯社（ANSA）的电话中，袭击者自称是”共产主义的战斗组织Prima Linea“。他们还说出了牺牲战友的名字，他在枪击中已经认不出来了。Tognini是第一个被杀害的前线成员，他被媒体描述为一个“安静的人”，他是罗马银行的一名员工，总是“穿着保守”，似乎对政治没有任何兴趣。
1978年1月20日，Sergio D'Elia领导的小组在试图解放被关押在穆拉特监狱中的成员时遇到了警察巡逻队。在随后的交火中，巡逻队员Dario Atzeni被四颗子弹击中，但随后在手术后幸存下来。另一名警察设法向恐怖分子还击，恐怖分子随后投掷了一枚手榴弹并逃跑。巡逻队的第三名成员，23岁的警察Fausto Dionisi被杀。意大利国家为Dionisi追授了公民勇气勋章。该警察遇害城市的一所小学和罗马的一条街道被以他的名字命名。
1978年5月15日，在博洛尼亚的Quarto Inferiore区，Menarini工厂的人事主管Antonio Mazzotti被三名武装人员开枪打伤。这家工厂刚刚结束与工会间的长期”艰苦“纠纷。 最初，这次袭击被归咎于红色旅，但最终传单上留下的签名共产主义战斗力量指向了前线。媒体将博洛尼亚描述为一个不受恐怖主义影响的城市，此事件标志了这一描述的终结。
1978年10月11日，四名袭击者，三男一女，在那不勒斯大学犯罪学教授Alfredo Paolella家的车库里开枪打死了他，前线首次直接宣布承认这一行为。2020年，在一个纪念仪式上，贝内文托省省长将Paolella描述为一个“致力于按照民主国家之基本原则实现监狱制度的人”。据报道，在被暗杀时，Paolella正工作于一个与前一天被红色旅暗杀的治安官Girolamo Tartaglione一起进行的项目，此项目旨在“改善囚犯的生活条件”。凶手随后被确认为苏珊娜·隆科尼、Nicola Solimano、Sonia Benedetti、Bruno La Ronga和Felice Maresca。1978年12月1日，在一家米兰酒吧外，前线成员Maurizio Baldasseroni和Oscar Tagliaferri在”大喝一晚“后，杀死了三名他们在酒吧内就意大利武装斗争的优点一直与之争论不休的人。前线领导层拒绝认可这两人的行为，他们离开了意大利并在南美洲消失。

自1972年以来，副检察官Emilio Alessandrini因领导国家打击极右翼恐怖分子（如丰塔纳广场屠杀的肇事者）和极左翼恐怖分子的案件而闻名。在其进行的调查工作中，Alessandrini声称发现了意大利情报部门工作中的各种”反常现象“。1979年1月29日，他在开车前往工作地点时，被Sergio Segio与Marco Donat Cattin枪杀，后者向检察官开枪，而Michele Viscardi和Umberto Mazzola则充当掩护人员，Bruno Russo Palombi是负责开车逃跑的司机。袭击发生数小时后，米兰的报纸接到电话，声称检察官是被”共产主义组织前线的Romano Tognini ’Valerio‘火力单位“暗杀的:36。 通电者在为该行为辩护时陈述如下：
Alessandrini是资本主义指挥部用来把自己重建为高效的军事和司法机器，重建为对社会行为与无产阶级行为的控制者的核心人物之一，当无产阶级斗争变成对抗和对国家权威具有颠覆性时，[国家]就会对其进行干预。
从1979年开始，该组织还发起了一场用枪击伤目标的运动，如2月5日打伤狱警Raffaela Napolitano，6月22日枪击社会安全局的退休雇员Stanislao Salemme，10月在都灵打伤Praxis公司的总经理Piercarlo Andreoletti，11月袭击一个青少年管教所，开枪射击了警卫Sulvatore Castaldo的膝盖，以及其他的许多行动。
1979年3月13日，两男一女一伙人冲进位于博洛尼亚的艾米利亚-罗马涅记者协会的办公室，强迫一名雇员和碰巧在那里的一名记者遗孀进入一个房间，随后在办公室放火。这群人随后离开大楼，没有采取任何进一步行动。被关起来的两个人设法求救，并被消防队救出。在楼上的公寓里，住在那里的一位老妇人和她的女儿从屋顶逃出，大火吞噬了整栋楼。老太太的看护Graziella Fava被烟熏得失去了知觉，后来被发现死在楼梯间。这次袭击是由这是前线为纪念他们死去的战友而使用的名字。
1979年12月11日，一支“人数肯定超过10人 ”的前线小队突袭了都灵的一所企业管理学校。他们将五名教员和十名学生的膝盖用枪打坏，然后离开，并留下了纪念两名组织成员Matteo Caggegi和Barbara Azzaroni的信息，他们过去在与警方的交火中被打死。大多数受伤的教员是菲亚特公司的经理。28岁的学生Giuseppe Dall'Occhio被一名恐怖分子问及他是否想成为一名经理。当学生给出肯定回答的时候，恐怖分子向他的腿部开枪，告诉他“这是个糟糕的工作”。另一名学生大喊，他从意大利南部来到这里学习，只求能找到工作，其中一名武装妇女回应说：“去偷东西吧。”
1980年2月5日，这一年在意大利被称为“多灾之年”，Giulia Borelli、Michele Viscardi和Diego Forastieri在Bruno La Ronga,的指挥下，在伦巴第的梅达刺杀了Paolo Paoletti，他是Industrie Chimiche Meda Società Azionaria S.A.（ICMESA）的负责人，该工厂的所有者曾在塞维索造成过严重的化工业事故。1980年2月7日，来自巴蒂帕利亚的26岁测量员William Waccher被他曾经的同志以背叛组织的罪名在米兰街头处决。他曾是前线的后勤与支持网络中的一员。同年7月，Waccher在他的表弟，也是前线的一名成员，Claudio被逮捕后向国家自首。在审讯过程中，Waccher露了他表弟Claudio对组织的参与情况，并提供了Marco Fagiano和Bruno Russo Palombi的名字，“这些人都是重要的人物”。他还提供了有关某个“Alberto”的信息，却不知道这是Marco Donat Cattin的化名。
1980年3月19日，地方法官和学者Guido Galli被一个团体暗杀，其中包括Sergio Segio、Maurice Bignami和Michele Viscardi等人。他的背部中弹，然后头部中了两颗子弹。组织在给ANSA的电话中宣称的暗杀理由是，从1978年9月开始，在Corrado Alunni被捕并在米兰的Negroli街发现一处安全屋内的物品后，Galli一直是涉及前线的首席调查员。“死刑判决”的另一个原因是，地方法官“致力于重组米兰司法机构中的教育机关，并使其高效运作且适合[国家]的需要。”
1980年8月11日，在维泰博的国家宪兵军士（意大利语：Brigadiere）Pietro Cuzzoli和上等兵（意大利语：Appuntato）Ippolito Cortellessa在罗马郊外几公里的Ponte di Cetti被杀。他们的巡逻队拦住了一辆公共汽车，车上有六名刚刚在维泰博抢劫了一家银行的前线成员。他们与这两人交火，恐怖分子Michele Viscardi受伤并被捕。这两名牺牲的军官被追授军事勇气金质勋章。
1980年11月28日，两名前线成员在国家警察（Polizia di Stato）局长Giuseppe Filippo回家时对他进行了伏击，并向他开枪。在离开之前，他们拿走了他的军用手枪。这名警察在被送往医院后不久死亡。
在Roberto Sandalo向调查人员透露情况后，1980年10月，几名前线武装分子被捕，其中包括Michele Viscardi，他被称为“冷眼米奇”（意大利语：Miki dagli occhi di ghiaccio），他在索伦托被捕后“立即悔改”并开始与警方合作。根据Viscardi的证词，用他们的话说，警方“斩首了”前线，逮捕了苏珊娜·隆科尼和Roberto Rosso，并搜查了佛罗伦萨、塔兰托和那不勒斯的五个安全屋，组织将文件和武器存放在那里。警方随后了解到当时在组织内部正流传的内部呼吁，其中首次提出了“放弃武装斗争”的建议。
1981年9月18日，Corpo degli agenti di custodia监狱的狱警军士Francesco Rucci在开车上班时被一个团体处决，该团体在他们留下的传单中称自己为“共产主义核心”（Communist Nuclei）这一名称曾被前线用于各种行动。传单上说，Rucci因在“圣维托雷监狱的第一翼”工作而被“处决”，刽子手声称他在那里“折磨作为共产主义者的囚犯”。这起案件以向目标的面部多次射击而引人注意，显然这是为了毁容。
1982年1月21日，在锡耶纳市和蒙塔尔奇诺市之间的公路上的一个宪兵检查站，宪兵们拦下一辆巴士进行“例行检查”，车上有七名恐怖分子，他们刚刚在锡耶纳市郊进行了一次银行抢劫。当其中两名恐怖分子被认为行为可疑并被命令出去接受更详细的询问时，第三名恐怖分子开火了。在随后的交火中，Giuseppe Savastano和Euro Tarsilli警官被打死，而宪兵少校Augusto Barna受重伤。其中一名恐怖分子Lucio "Olmo" Di Giacomo被打死。其他六人带着车上的一名妇女作为人质，逃向奇维泰拉帕加尼科的一栋无人居住的房子，然后试图到达格罗塞托。在他们去那里的路上，在阿尔莱纳-迪卡斯特罗，一群宪兵拦截了他们的汽车并开火。恐怖分子再次设法逃脱，丢下了从银行抢来的赃物、人质和一些武器。他们后来都被抓获，受到审判，并被判处监禁。在参加检查站交火的小组中，有三名逃犯：Daniele Sacco-Lanzoni、Sonia Benedetti和苏珊娜·隆科尼。
1982年，Segio领导的一个团体引爆了停在罗维戈监狱墙边的汽车炸弹，爆炸导致碰巧路过的64岁退休人员Angelo Furlan死亡，并使隆科尼逃脱。 几个月后，她被重新抓获，回到监狱后，她嫁给了Segio。

## 解散
从1980年开始，在许多城市游击队悔过并与国家合作的同时，政治暴力达到了顶峰，前线内部，以及其他组织的内部就武装斗争的优点展开了激烈的辩论。一些前线的成员离开该组织加入了红色旅。1981年，在科莫省巴尔齐奥举行的一系列内部会议上，前线决定解散。几名成员继续组建了有组织的共产主义者争取无产阶级解放（COLP），其目标是释放被监禁的恐怖分子和“政治犯”。正是在这个纲领下，他们进行了对罗维戈监狱的行动。

## 武装斗争结束后
Enrico Galmozzi于1977年5月13日被捕。在Enrico Pedenovi和Giuseppe Ciotta的案件中，他被审判并被判犯有一级谋杀罪。他总共服刑12年。2019他出版了一本名为《工场之子》（Sons of the workshop）的书，他说，此书的目的不是谴责当时的武装斗争，而是要将其“置于背景中来考虑”。在介绍这本书时，一位受害者的亲属问他是否为杀人而忏悔，Galmozzi回答说：“警察和宪兵杀害了数以百计的工人和农民。只有我需要忏悔吗？”
1978年9月13日，警察突袭了Corrado Alunni在米兰Negroli街的公寓，他在那里藏身，因此被抓获。在房子里发现了许多枪支、爆炸物和文件。1987年3月18日，他被判处“超过50年”的监禁。在公开宣布“脱离”武装斗争后，他于1989年获得有条件释放。
Sergio D'Elia于1979年5月17日在佛罗伦萨被捕。他被审判，并在1983年被判处30年监禁。 1986年，他放弃了武装斗争以及所有的马克思主义意识形态，转而采取自由意志主义的立场，支持人权和非暴力。在狱中，他加入了激进党。1993年，他与当时的妻子Mariateresa Di Lascia一起成立了反对死刑的组织Nessuno tocchi Caino（“放手，该隐”）。在监狱里总共呆了近12年后，由于国家的宽恕措施，他获得了自由。2006年，他被选入意大利议会，这次选举遭到了都灵警方领导层和北方联盟党的抗议。
在被悔改者揭发后，Marco Donat-Cattin被警方认出，但设法逃到了法国，这一事件在意大利和法国都引起了轰动。他于1981年被引渡回国，悔改并开始与当局合作。由于他对武装斗争的谴责，他仅被判软禁，然后在1987年获得完全自由。1988年6月，他在维罗纳附近被一辆汽车撞死，当时他正试图营救一名被困在事故残骸中的妇女。
1980年4月29日，Roberto Sandalo，也被称为“疯子罗比”（Roby the madman）和“指挥官弗朗哥”（Commander Franco），被逮捕并“立即”开始与当局合作。他承认，除其他罪行外，他还参与了暗杀Carlo Ghiglieno、Carmine Civitate和Bartolomeo Mana的活动。他的证词使警方能够找到并逮捕了据报道称的165名前线成员，有效地瓦解了该组织。他被审判并被判处11年零7个月的监禁。由于他的合作，他被减刑，并在服刑大约两年半后于1982年11月19日被释放。他获得了一个新的身份，即“Roberto Severini”，并在80年代中期搬到了肯尼亚。20世纪90年代末，Sandalo以其真实身份回到意大利，并加入了北方联盟党的行列，但当他的过去被人知晓后，他于1999年被开除出该党。2008年4月10日，他在米兰被捕，罪名是参与袭击该市的清真寺和伊斯兰文化中心，以及创建名为“基督教战斗阵线”（Christian Fighting Front）的“恐怖组织”。他于2014年1月9日因“自然原因”去世时，正被关在在帕尔马监狱执行为期9年的监禁。
1980年被捕后， Michele Viscardi谴责了武装斗争并开始与当局合作。他接受了审判，虽然承认暗杀了两名宪兵，但由于紧密的合作，他最后于1981年10月被判处13年监禁。他被称为超级悔过者（super-pentito）。根据Viscardi和其他人提供的信息，Bruno La Ronga于1980年5月在米兰被捕。被判处无期徒刑后，La Ronga与武装斗争“保持了距离”，并开始与国家当局合作。在他们都在监狱里的时候，他跟前线的激进分子Silveria Russo结了婚。1980年代末，他们在立法宽恕的基础上被有条件释放。
1981年2月，Maurice Bignami在都灵的一次银行抢劫中被警察抓获，当时他选择不引爆他携带的手雷。Bignani在狱中被红色旅案件受害者Vittorio的兄弟Adolfo Bachelet和罗马明爱会（Caritas di Roma）的创始人Luigi Di Liegro蒙席接触后，放弃了恐怖主义，成为了一名“虔诚的”基督徒，并开始在一家养老院工作。2020年，他出版了一本关于他在前线中角色的的书，名为《再见，革命》（Goodbye, revolution）。
1983年，Sergio Segio，化名为“指挥官西里奥”（意大利语：Commandante Sirio），在米兰被捕，因谋杀和其他各种罪行被审判，并被判处终身监禁。经上诉后，他的刑期被减为30年。1992年，他获准有条件释放出狱。他开始为Luigi Ciotti的Abele团体工作，这是一个意大利总工会（CGIL，一个由意大利共产党主导的工会）下属的团体，从事打击毒品成瘾、与监狱的囚犯与条件相关问题的工作。在他被判刑22年后，Segio彻底获得了自由。在监狱里，Segio和苏珊娜·隆科尼结婚，尽管他们后来离婚了。隆科尼被判处22年监禁，并与Segio差不多同时获释。她对自己在前线的行为仍然不感后悔。在2006年接受Il Giornale采访时，隆科尼说，她发现“今天的社会比1970年代的社会更加不公平了”。在历史学家Andrea Tanturli于2018年出版的《Prima linea - The other armed struggle》一书中，引用了隆科尼的话，指出前线是一种“委托代表（delegation），是一种替代品，替代了本应存在于社会运动中的力量”，该书的作者认为这一说法是“对失败的承认”:356。
1997年，63名曾经属于红色旅、前线和其他组织的有条件或无条件生活在监狱外的前恐怖分子签署并发表了一封致意大利政府的公开信，要求宽恕和赦免那些仍被监禁的人，指出那些仍在监狱里的人已经“平均服刑15年”了，他们写道，这已“接近其他欧洲国家的最高刑期”。签名者包括Lauro Azzolini、Corrado Alunni、Giulia Borelli、苏珊娜·隆科尼、Roberto Rosso和Sergio Segio。Segio回答说，这是一个“注定要重新出现的问题”，“一个不可避免的问题”。他说，“个人的痛苦无法以任何方式得到满足或补偿”，认为“与此同时，痛苦不能用于政治推理（political reasoning）之中”，并且“国家和立法机关的职能[应该]拥有自主权”。结束“永无止境的故事”的请愿书还得到了意大利议会独立左翼党前议员、1985年被红色旅暗杀的经济学家与学者Ezio Tarantelli的遗孀Carole Beebe签名。

## 文化方面
2009年，Renato De Maria执导的电影《前线》（La prima linea）上映，由Riccardo Scamarcio和Giovanna Mezzogiorno主演。剧情是关于Sergio Segio与该组织的活动，以及他和苏珊娜·隆科尼之间的关系，以及隆科尼越狱的故事。

## 更多阅读
- Terrorism and Political Violence （页面存档备份，存于） journal (Routledge)